# Château de Saint-Gervais
Pour l’article homonyme, voir Château de Saint-Gervais d'Asnières.
Le château de Saint-Gervais, originellement commandité au milieu du XIXe siècle par Louis-Catherine Bergevin, est un château résidentiel situé à Saint-Gervais-la-Forêt, près de Blois (Loir-et-Cher).

## Histoire

### Construction du château
Alors magistrat et héritier de la terre de Saint-Gervais, Louis-Catherine Bergevin commande la construction d'un château sur le coteau du village.
La construction débute en 1842 et s'achève 5 ans plus tard, en 1847. Louis-Catherine Bergevin y décède en 1876, à la suite de quoi sa fille hérite du domaine.
Le château a alors la réputation d'un endroit festif et de réceptions auprès des locaux.

### XXesiècle
Lorsque la Seconde Guerre mondiale éclate en 1939, le château est d'abord réquisitionné en faveur de la Croix Rouge, avant d'être occupé par les Allemands à partir du 16 juin 1940. Il établirent leur kommandantur régionale au sein de l'édifice, jusqu'à la libération de la rive gauche de Blois le 1er septembre 1944.